# 학익소로
학익소로(Hagikso-ro, 鶴翼小路)는 인천광역시 미추홀구 학익동에 있는 도로로, 총 연장은 832m이다. 도로의 명칭이 유래된 것은 학익동의 법원, 검찰청 뒤로 가는 작은 도로를 의미하는 것에서 따왔다.

## 역사
- 2009년 9월 17일 : 도로명으로 학익소로를 고시

## 주요 경유지
- 미추홀구
  - 학익2동

## 접촉하는 도로
- 한나루로
- 주승로
- 소성로

## 주요 건물 및 시설
- 한림법조타운 (학익소로 19/학익동 25)
- 석목법조빌딩 (학익소로 29/학익동 25-12)
- 동문빌딩 (학익소로 53/학익동 35-20)
- 청솔빌딩 (학익소로 55/학익동 35-25)
- 학익상가 (학익소로 55-1/학익동 35-30)
- 강남빌딩 (학익소로 59/학익동 35-32)
- 반도프라자 (학익소로 60/학익동 20-11)
- 정동빌딩 (학익소로 62/학익동 240-46)
- 신동빌딩 (학익소로 63/학익동 240-40)
- 선정빌딩 (학익소로 66/학익동 240-47)
- 신세계빌딩 (학익소로 67/학익동 128-7)
- 선정주차장 (학익소로 68/학익동 240-14)
- 온누리새마을금고 (학익소로 69/학익동 127)
- 학익주차장 (학익소로 70/학익동 240-3)
- 현대빌라 (학익소로 76/학익동 128-37)